# Alfredo Cappellini (monitor)
Pour les articles homonymes, voir Alfredo Cappellini et Cappellini.
Le Alfredo Cappellini était un monitor de la Regia Marina construit pendant la Première Guerre mondiale. Il bombarda les positions austro-hongroises lors de la onzième bataille de l'Isonzo en 1917 avant d’être perdu le 16 novembre 1917 dans une tempête au large d’Ancône.

## Conception
L'Alfredo Cappellini a été construit lorsque les canons de 381/40 mm des cuirassés de classe Francesco Caracciolo sont devenus disponibles après la suspension de la construction de ces cuirassés en 1916. Ses canons ont été construits par Ansaldo-Schneider et étaient destinés à l’origine au cuirassé Francesco Morosini. Converti à partir de la grue flottante GA53, l'Alfredo Cappellini avait un déplacement de 1475 tonnes, une longueur entre perpendiculaires de 36 mètres, une largeur de 18 mètres et un tirant d'eau de 2,4 mètres. Le navire était propulsé par un moteur à vapeur vertical à double expansion de 265 chevaux (198 kW). Lors de ses essais en mer, le navire a atteint une vitesse maximale de 3,76 nœuds (7,0 km/h), mais sa vitesse maximale en service régulier était d’environ 3,5 nœuds (6,5 km/h).
Sa coque et sa tourelle n’étaient pas blindées, mais il était protégé par deux filets anti-torpilles. Ses canons principaux pouvaient s’élever verticalement de 20 degrés et sa tourelle pouvait pivoter de 30 degrés de chaque côté. Ils tiraient un obus perforant de 884 kg à une vitesse initiale de 700 m/s qui avait une portée de 27300 m à l’élévation maximale.

## Service
L'Alfredo Cappellini a été lancé en 1916 par le chantier naval Orlando, à Livourne, avant même que la construction des cuirassés ne soit officiellement suspendue. Il a été achevé le 24 avril 1917 et mis en service quatre jours plus tard. Sa première action a eu lieu lors de la onzième bataille de l'Isonzo en août 1917. En compagnie du monitor italien Faà di Bruno et des monitors britanniques HMS Earl of Peterborough et HMS Sir Thomas Picton, il bombarda les positions autrichiennes, avec peu d’effets notables. Il a sombré dans une tempête au large d’Ancône le 16 novembre 1917, entraînant la perte de 69 de ses 73 membres d’équipage.